# Argó

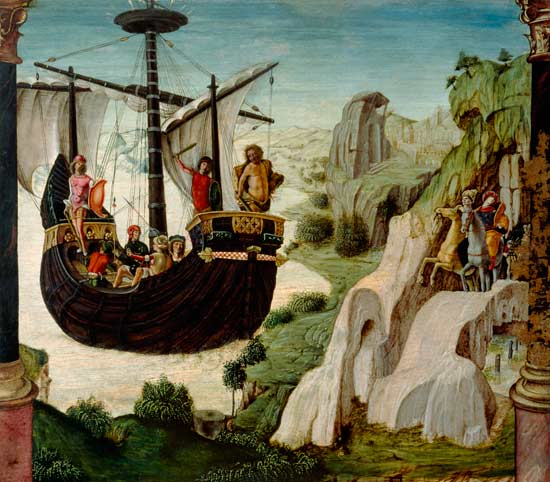
Az Argó Lorenzo Costa festményén

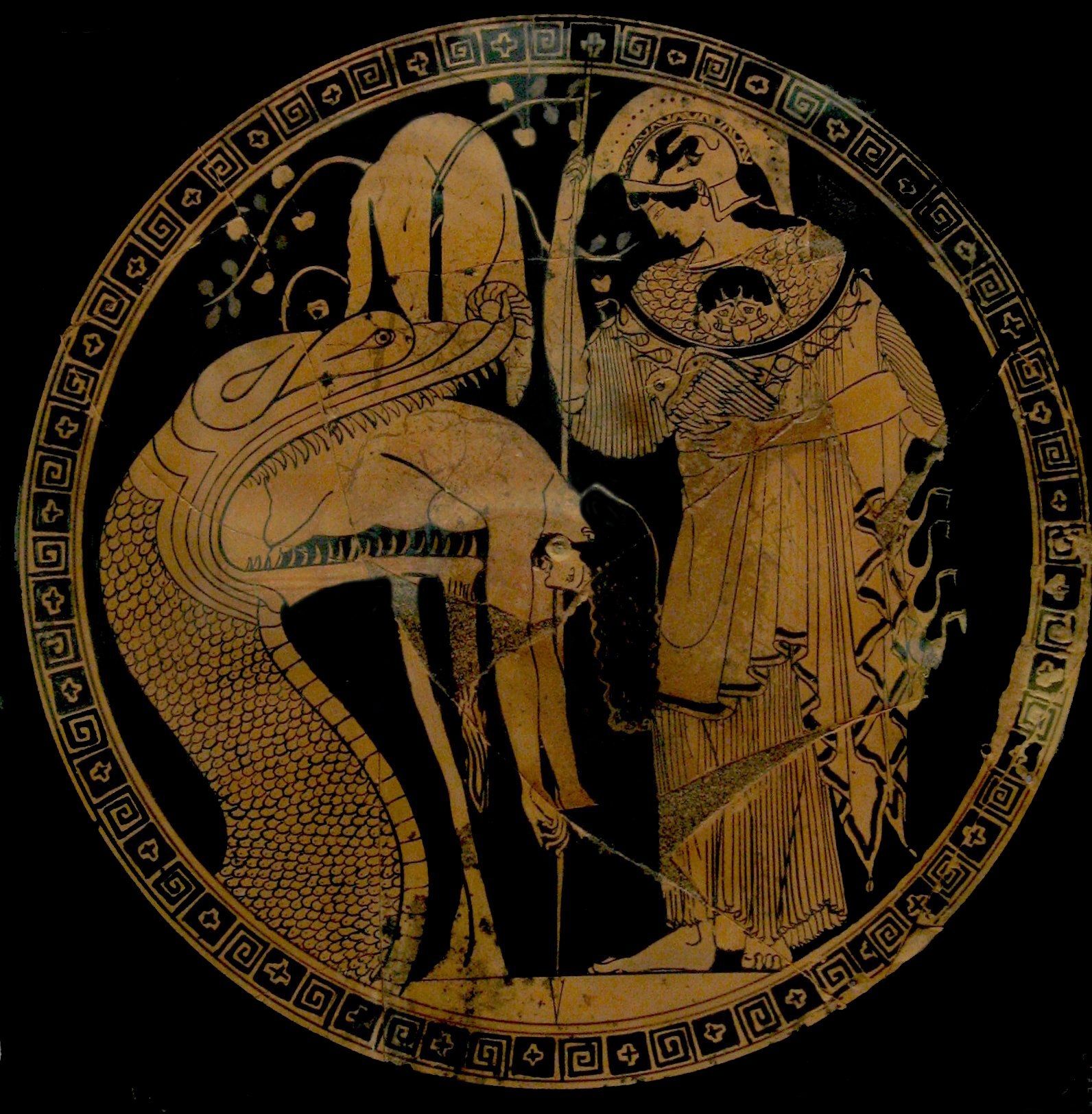
Iaszón és a sohasem alvó varázshatalmú szörnyű sárkánykígyó, az aranygyapjú őrzője

Az Argó a görög mitológiában szereplő hajó, melyen Iaszón és az argonauták útra keltek Kolkhiszba, hogy visszaszerezzék az aranygyapjút Aiétész királytól, ahova a feláldozásuk elől Kolhiszba menekülő Phrixosz és Hellé vitték el a Lapüthosz-hegyi Zeusz szentélyből. (Hellé a menekülés közben a tengerbe veszett, ez a hely a Hellészpontosz.) Az expedíció sikerrel járt, számos véres közjáték és sok ember élete árán. Elsősorban Médeia, Aietész lánya, pap- és varázslónő, az ereklye papnőjének Iaszón iránti elvakult szerelme miatt. A hajó a nevét építőjéről, Argoszról kapta.
A történet többek között Apollóniosz Rhodiosz Argonautika című művében olvasható. A történet alapja reális esemény, amit a történet mesélői számos csodás és mesés elemmel színeztek ki.
A mítosz szerint a hajó a Pélion-hegy fenyőiből készült, a hajóorr pedig az Athéné istennő által adományozott Dodona szent tölgyeséből származó fából. A hajó orra ezért mágikus tulajdonságokkal rendelkezett; tudott beszélni és ismerte a jövőt. A hajó harminc vagy ötven evezős részére készült.